# Drums Along the Mohawk
Drums Along the Mohawk (Corazones indomables en España, Tambores de guerra en México y Al redoblar de tambores en Argentina y Uruguay) es una película estadounidense de 1939 dirigida por John Ford y protagonizada por Claudette Colbert, Henry Fonda y Edna May Oliver. Cabe también destacar, que es la primera película de John Ford que se rodó en color.

## Argumento
Es el año 1776. Lana y Gilbert son una pareja de recién casados que en ese año se trasladan al valle de Mohawk. Allí sufrirán los horrores de la Guerra de la Independencia de los Estados Unidos, el la que su casa será destrozada, el hijo que esperaban morirá antes de nacer y en la que Gilbert tendrá que partir para luchar en el bando estadounidense.

## Reparto
| Actor             | Personaje             |
| ----------------- | --------------------- |
| Claudette Colbert | Lana (Magdalena)      |
| Henry Fonda       | Gilbert Martin        |
| Edna May Oliver   | Sra. Mc Klennar       |
| Eddie Collins     | Christian Reall       |
| John Carradine    | Caldwell              |
| Dorris Bowdon     | Mary Reall            |
| Jessie Ralph      | Sra. Weaver           |
| Arthur Shields    | Reverendo Rosenkrantz |

## Producción
La película se filmó entre el 28 de junio y finales de agosto de 1939 en Cedar City, situado en el estado estadouidense de Utah.
Se empezó el filme a pesar de que el guion no había sido terminado del todo, se utilizaron 350 personas del lugar como extras para hacerlo y durante el rodaje también hubo retrasos a causa de lluvias en el lugar.

## Recepción
Hoy en día la película ha sido valorada en portales cinematográficos y por críticos profesionales. En IMDb, por ejemplo, con aproximadamente 7000 votos registrados, el filme obtiene una media ponderada de 7 sobre 10. En cuanto a Rotten Tomatoes, los más de 2500 votos registrados allí le dieron una valoración media de 3,4 de 5, mientras que los 11 críticos registrados en el portal le dieron una valoración media de 7,1 de 10. También cabe destacar, que en La Vanguardia el 65 % de los usuarios registrados en ese periódico le dan una valoración positiva.

## Premios

### Óscar
| Año  | Categoría                | Persona                     | Resultado |
| ---- | ------------------------ | --------------------------- | --------- |
| 1940 | Mejor actriz de reparto  | Edna May Oliver             | Nominado  |
| 1940 | Mejor fotografía - Color | Ray Rennahan y Bert Glennon | Nominado  |